# Nabis punctatus
Nabis punctatus är en insektsart som beskrevs av A. Costa 1847. Nabis punctatus ingår i släktet Nabis, och familjen fältrovskinnbaggar. Enligt den finländska rödlistan är arten starkt hotad i Finland. Arten är reproducerande i Sverige. Artens livsmiljö är torra gräsmarker.